# Чемпионат Москвы по футболу 1922 (весна)
Чемпионат Москвы по футболу 1922 (весна) стал XVIII первенством (VI весенним), организованным Московской футбольной лигой (МФЛ).
Турнир носил название Кубок КФС — «Коломяги».
Чемпионом впервые стал клуб ОЛЛС.

## Организация и проведение турнира
В весеннем первенстве поступили заявки на участие от 18 клубов, разделенных МФЛ на три класса:
- Класс «А» — шесть лучших клубов по итогам осеннего первенства. Эти клубы в однокруговом турнире фактически разыгрывали звание весеннего чемпиона столицы (в четырёх командах).

- Классы «Б» и «В» включали в себя также по шесть клубов, соревнующихся, соответственно, четырьмя и тремя командами соответственно.

Поскольку кубок КФС-Коломяги разыгрывался для всех клубов МФЛ (то есть являлся абсолютным первенством Москвы — любой клуб из низших соревновательных уровней должен был по регламенту иметь возможность его завоевания), то победитель класса «А» должен был встретится в финальном матче с победителем полуфинала (в данном случае — с победителем матча между чемпионами в классах «Б» и «В»).
Таким образом, всего на одиннадцати соревновательных уровнях приняли участие 60 команд, представлявшие 18 клубов.
На высшем уровне (I команды класса «А») участвовали 6 команд
- КФ «Сокольники»
- «Замоскворецкий» КС
- СК «Замоскворечье»
- ОЛЛС
- «Рогожско-Симоновский» КС
- «Физическое воспитание»

## Ход турнира

### Турнирная таблица (I команды класса «А»)
| № | Команды                   | 1   | 2   | 3   | 4   | 5   | 6   | В | Н | П | М      | О |
| - | ------------------------- | --- | --- | --- | --- | --- | --- | - | - | - | ------ | - |
|   | ОЛЛС                      |     | 1:1 | 1:0 | 3:0 | 7:1 | 3:1 | 4 | 1 | 0 | 15 — 3 | 9 |
|   | СК «Замоскворечье»        | 1:1 |     | 2:1 | 6:4 | 1:1 | 2:0 | 3 | 2 | 0 | 12 — 7 | 8 |
|   | «Замоскворецкий» КС       | 0:1 | 1:2 |     | 7:1 | 2:3 | 2:1 | 2 | 0 | 3 | 12 — 8 | 4 |
| 4 | «Физическое воспитание»   | 0:3 | 4:6 | 1:7 |     | 2:1 | 1:0 | 2 | 0 | 3 | 8 — 17 | 4 |
| 5 | КФ «Сокольники»           | 1:7 | 1:1 | 3:2 | 1:2 |     | 1:2 | 1 | 1 | 3 | 7 — 14 | 3 |
| 6 | «Рогожско-Симоновский» КС | 1:3 | 0:2 | 1:2 | 0:1 | 2:1 |     | 1 | 0 | 4 | 4 — 9  | 2 |

### Матчи
| 11 мая | СК «Замоскворечье» | 1:1 | ОЛЛС | Москва                         |
|        |                    |     |      | Стадион: СКЗ Судья: М.Корсаков |

| 11 мая | «Физическое воспитание» | 2:1 | КФ «Сокольники» | Москва |

| 11 мая | «Замоскворецкий» КС | 2:1 | «Рогожско-Симоновский» КС | Москва |

| 17 мая | ОЛЛС | 3:0 | «Физическое воспитание» | Москва                          |
|        |      |     |                         | Стадион: ОЛЛС Судья: И.Керцелли |

| 17 мая | «Рогожско-Симоновский» КС | 2:1 | КФ «Сокольники» | Москва |

| 17 мая | СК «Замоскворечье» | 2:1 | «Замоскворецкий» КС | Москва |

| 25 мая | ОЛЛС | 3:1 | «Рогожско-Симоновский» КС | Москва                         |
|        |      |     |                           | Стадион: РСКС Судья: А.Зискинд |

| 25 мая | КФ «Сокольники» | 3:2 | «Замоскворецкий» КС | Москва |

| 25 мая | СК «Замоскворечье» | 6:4 | «Физическое воспитание» | Москва |

| 28 мая | ОЛЛС | 1:0 | «Замоскворецкий» КС | Москва                        |
|        |      |     |                     | Стадион: ЗКС Судья: Л.Романов |

| 28 мая | КФ «Сокольники» | 1:1 | СК «Замоскворечье» | Москва |

| 28 мая | «Физическое воспитание» | 1:0 | «Рогожско-Симоновский» КС | Москва |

| 5 июн | ОЛЛС | 7:1 | КФ «Сокольники» | Москва                             |
|       |      |     |                 | Стадион: ОЛЛС Судья: И.Савостьянов |

| 5 июн | СК «Замоскворечье» | 2:0 | «Рогожско-Симоновский» КС | Москва |

| 5 июн | «Замоскворецкий» КС | 7:1 | «Физическое воспитание» | Москва |

### Финальный матч
В финальном матче турнира клуб ОЛЛС обыграл победителя полуфинальной игры — клуб МКС со счетом 4:2.
| 11 июн | ОЛЛС                 | 4:2     | МКС                               | Москва                       |
| | - П.Савостьянов 1:0′ | (отчёт) | - 2:1′ И.Артемьев - 4:2′ Д.Маслов | Стадион: ЗКС Судья: С.Сысоев |
| ОЛЛС: Шимкунас - М.Исаев, Шмидт - Дмитриев-Моро, В.Ратов, Б.Дубинин - К.Тюльпанов, П.Савостьянов, М.Ратов, П.Лебедев, Жибоедов МКС: Мизгер - Тиксон, Хайдин - А.Канунников, И.Артемьев, Квашнин - Н.Старостин, Вик.Прокофьев, Д.Маслов, Канунников, П.Артемьев |                      |         |                                   |                              |

## Низшие уровни
- Младшие команды класса «А»
  - II команды: победитель — СК «Замоскворечье» — II
  - III команды: СК «Замоскворечье» — III
  - IV команды: СК «Замоскворечье» — IV
- I команды класса «Б»: победитель — МКС (другие участники: 2. КС «Орехово» 3. «Сокольнический» КЛ 4. СОБС 5. «Унион» 6. «Благуша»)
  - II команды: МКС — II
  - III команды: МКС — III
  - IV команды: МКС — IV
- I команды класса «В»: победитель — «Академия» (другие участники: 2. «Циндель» 3. МКГ 4. ВКЛС 5. «Гознак» 6. МКЛС)
  - II команды: «Академия» — II
  - III команды: ВКЛС — III
- Кубки низших уровней
  - Кубок ЗКС (II): МКС — II — СК «Замоскворечье» — II — 1:0
  - Кубок «Красково» (III): «Замоскворецкий» КС — III — МКС — III — 3:1
  - Кубок «Малютино» (IV): МКС — IV — «Замоскворецкий» КС — IV — 1:0[6][7]
  - I команды Полуфинальный матч между победителями классов «Б» и «В»:

МКС — «Академия» — 9:0

### Кубок Тосмена
В третьем розыгрыше кубка между победителями весенних первенств Петрограда и Москвы — кубка Тосмена — команда ОЛЛС выиграла в Москве у команды «Спорт» со счетом 1:0, став первой московской командой — обладательницей этого трофея.